# 真穗草
真穗草（学名：Eustachys tenera）为禾本科真穗草属下的一个种。